# EU Водолея
EU Водолея (лат. EU Aquarii) — одиночная переменная звезда в созвездии Водолея на расстоянии (вычисленном из значения параллакса) приблизительно 20436 световых лет (около 6266 парсеков) от Солнца. Видимая звёздная величина звезды — от более +15m до +10,5m.

## Характеристики
EU Водолея — красная пульсирующая переменная звезда, мирида (M) спектрального класса Me. Эффективная температура — около 3288 К.